# アルフレート・レードル
アルフレート・レードル（ドイツ語: Alfred Redl, 1864年3月14日 - 1913年5月25日）は、オーストリア＝ハンガリー帝国の士官。オーストリアとロシアの二重スパイとして活動した。「レードル大佐」の名で知られる。

## 概要
オーストリアの対敵諜報部長だったが、同性愛者であることをロシアの諜報部員に掴まれ、脅しに屈して二重スパイとなった。ガリツィアにオーストリアの要塞を建設する計画などをロシアに洩らした。ロシアからの報酬を受け取っている現場を確認したオーストリア当局に、裏切りの証拠を突きつけられ、全てを自白。拳銃を渡され、自決した。
オーストリア当局はこの醜聞をもみ消そうとしたが、プラハの特派員エゴン・エルヴィン・キッシュによって公表され、国際的なセンセーションが巻き起こった。
セルビア進攻を想定した動員計画「Plan III」の内容も完全に漏洩しており、そのせいでオーストリアは第一次世界大戦の序盤において大苦戦を強いられた。軍事歴史家によると、レードルのせいで約50万人のオーストリア兵が犠牲になったという。

## 映画
- 『レードル大佐 (1925年)（ドイツ語版）』：1925年に制作されたサイレント映画。監督はハンス・オットー・レーヴェンシュタイン（ドイツ語版）
- 『スパイ (映画)（ドイツ語版）』：1955年に制作された、オーストリアの歴史映画。監督はフランツ・アンテル（ドイツ語版）。
- 『連隊長レドル』：1985年に制作された、ドイツ・オーストリア・ハンガリー合作映画。監督はサボー・イシュトヴァーン。